# Caria fulvimargo
Caria fulvimargo är en fjärilsart som beskrevs av Percy I. Lathy 1904. Caria fulvimargo ingår i släktet Caria och familjen Riodinidae. Inga underarter finns listade i Catalogue of Life.